# 鹤城站
鶴城站（：／ Hakseong yeok */?）曾为韩国铁路长项线上的一个车站，位于忠清南道牙山市仙掌面，目前已废止。

## 历史
- 1966年1月21日：开始使用[1]。
- 2008年1月1日：停用本站。